# Mesone upsilon
Il mesone upsilon o ipsilon (ϒ) è un mesone senza sapore formato da un quark bottom e dalla sua antiparticella. Venne scoperto dalla E288 collaboration, guidata da Leon Lederman, al Fermilab nel 1977, e fu la prima particella ad essere scoperta contenente un quark bottom perché è quella più leggera che può essere prodotta senza ulteriori particelle massive. Ha una vita media di 1,21×10−20 s e una massa di circa 9,46 GeV.